# 趙景德
趙景德（英語：Edward Ching-Te Chao；1919年11月30日—2008年2月3日）是衝擊變質領域的創始人之一，該領域研究隕石撞擊對地殼的影響。
他出生於中國的蘇州，以發現自然界中矽的兩種高壓形式柯石英和施英石而聞名。

## 早期生活
趙景德出生於中國蘇州，是神學家趙紫宸的兒子。

## 事業
趙景德於1945年來到美國，對美國軍隊教授中文。隨後，他就讀於芝加哥大學，並於1948年獲得地質學博士學位。1949年，他受雇於美國地質調查局（USGS），他在那裡度過了整個職業生涯，直到1994年退休。

## 科學貢獻
在美國地質調查局（USGS）的職業生涯中，他從事了多種主題的研究，包括工程地質學、經濟地質學和煤岩石學。然而，他最著名的是在撞擊地質學和似曜岩方面的工作。1960年他開始研究似曜岩後不久，就從亞利桑那州的隕石坑附近獲得了砂岩樣本。從這種材料中，他分離出一種不尋常的具有高折射率的礦物，並證明這是一種二氧化矽的高壓同質異形體。他將這種新礦物命名為柯石英，以紀念七年前在實驗室合成相同相的科學家。幾年後，趙在這些岩石中發現了第二種高壓二氧化矽同質異形體。它以前也曾在實驗室的研究中合成，但不知道在自然界中是否存在。他將這種礦物命名為斯石英，以紀念第一個製造出它的俄羅斯物理學家謝爾蓋·斯蒂紹夫  柯石英和斯石英為撞擊坑事件的標誌，這基本上是能產生足够高的壓力，可以將普通石英轉化為這兩種高密度礦物的唯一自然過程。趙繼續在德國巴伐利亞的萊斯隕石坑的岩石中找到了柯石英和斯石英，確定這個結構也是由撞擊產生的。
趙對似耀石進行了許多開創性的研究，並在來自菲律賓的標本中發現了鐵-鎳金屬；這有助於確定似耀石是在隕石撞擊中產生的。他還認識到，似耀石顯示出穿過地球大氣層的證據，這使他得出結論，認為形成似耀石的撞擊發生在月球上，但這一觀點已經不再被科學家廣泛接受。
他在月球岩石方面的工作包括擔任初審小組成員和阿波羅11至17研究專案期間的首席研究員，

## 出版品
- Comparative water-quality assessment of the Hai He River basin in the People's Republic of China and three similar basins in the United States （页面存档备份，存于） U.S. Geological Survey Professional Paper No. 1647 (2001)
- Comparison of the Cretaceous-Tertiary boundary impact events and the 0.77-Ma Australasian tektite event; relevance to mass extinction （页面存档备份，存于） U.S. Geological Survey Bulletin No. 2050 (1993)
- Allocation of subsamples of Apollo 17 lunar rocks from the boulder at station 7, for study by the International Consortium U.S. Geological Survey Open-File Report No. 78-511 (1978)
- Merumite; a complex assemblage of chromium minerals from Guyana[] U.S. Geological Survey Professional Paper No. 887 (1976)

## 榮譽
趙因其在撞擊地質學方面的工作，獲得了富蘭克林研究所頒發的約翰·普賴斯·韋瑟裏爾獎章，並於1992年獲得了隕石學會頒發的巴林傑獎章。他是亞曆山大·馮·洪堡基金會美國高級科學家獎的得主，並以他的名字命名了一顆小行星(3906) Chao。在萊斯隕石坑發現的礦物蠟石（也是為紀念他而命名的。

## 外部連結
- Washington Post obituary （页面存档备份，存于）
- Story on naming of stishovite （页面存档备份，存于）
- Meteoritical Society